# Иракско-южнокорейские отношения
Иракско-южнокорейские отношения — двусторонние дипломатические отношения между Ираком и Республикой Корея, установленные в 1989 году.

## История
В 1989 году были установлены дипломатические отношения между Ираком и Республикой Корея. Затем были установлены прямые контакты между Иракским Курдистаном и Республикой Кореей. В феврале 2008 года Н. Барзани посетил Республику Корея и был принят Ли Мён Баком. В сентябре 2008 года Н. Барзани посетил Республику Корея и встретился с Ли Мён Баком. 8 декабря 2008 года Но Му Хён посетил базу южнокорейского военного контингента в районе Эрбиля В феврале 2009 года Республику Корея посетил Д. Талабани

## Экономические отношения
В конце 70-х годов XX века южнокорейская компания получила контракт на осуществление проекта очистных сооружений в Басре. В 1984 году был создан совместный комитет Ирака и Республики Корея. С 1998 года возобновились поставки нефти из Ирака в Республику Корея. В июне 2008 года было подписано в Эрбиле соглашение, которое предоставило Республике Корея право разработки нефтяных месторождений в Иракском Курдистане, за что Республика Корея должна была построить ряд инфраструктурных объектов. В 2023 году возобновил работу совместный комитет Ирака и Республики Корея.

## Военное сотрудничество
С сентября 2004 года по декабрь 2008 года в районе Эрбиля был размещён южнокорейский военный контингент, который в разное время насчитывал от 500 человек до примерно 4 тысяч человек.

## Гуманитарное сотрудничество
За период своего пребывания в районе Эрбиля южнокорейский военный контингент строил школы, а также оказывал медицинскую помощь местному населению.